# Cupellatie
Cupellatie is een proces om edelmetalen zoals goud en zilver te scheiden van onedele metalen zoals lood, tevens is het een standaardmethode om het goudgehalte van een legering te bepalen. Deze in een internationale norm vastgelegde methode heeft een hoge nauwkeurigheid (ISO 11426). In de bijbel wordt deze methode de "vuurproef" genoemd. Ook wordt cupellatie uitvoerig beschreven in 1566 door Georgius Agricola in De re metallica.
De te testen legering wordt in een smeltkroes gesmolten en enige tijd op hoge temperatuur (ca. 1050°C) gehouden. Hierbij reageren onedele metalen in de legering (zoals lood) met lucht en kunnen worden afgeroomd. Het resterende pareltje edelmetaal (ook wel koninkje genoemd) wordt na stolling gewogen en het gewicht vergeleken met het aanvangsgewicht. 
Om het goudgehalte te bepalen moet het zilver van het goud gescheiden worden. Hiertoe walst men het koninkje uit tot een reepje metaallegering met een dikte van 0,15 - 0,20 mm. Dit reepje wordt na uitgloeien opgerold en in warm salpeterzuur overgebracht. Hierin lost al het zilver dat in de legering aanwezig is op. Wat overblijft is een rolletje van zuiver goud, ook wel cornet genoemd. Het zo overgebleven goud wordt gewogen en met behulp van het ingewogen begingewicht kan het goudgehalte van de oorspronkelijke legering berekend worden.